# نصف بطل
نصف بطل (خطياً ١⁄٢ بطل) هو مسلسل أنمي أو رسوم متحركة ياباني مقتبس من سلسلة مانغا للمؤلف شوتارو إيشينوموري.
أنتج المسلسل عام 1989 بواسطة شركة ستوديو غالوب.

## القصة
نصف بطل هو عنوان قصة صبي عمره 10 سنوات ولاعب كرة قاعدة مثل أبيه.

## الشخصيات
رشوان توفيق : المدرب فاذي
رامي عاهد
توتو
ميلودي
دودو ( المصارع )

## وصلات خارجية
- نصف بطل على موقع IMDb (الإنجليزية)
- نصف بطل على موقع قاعدة بيانات الفيلم (الإنجليزية)
- نصف بطل على موقع ANN anime (الإنجليزية)

 (بالإنجليزية)